# I misteri di Udolpho
I misteri di Udolpho è un romanzo di Ann Radcliffe, il quarto e più noto, pubblicato in quattro volumi nell'estate del 1794 a Londra. Segue le vicende di Emily St. Aubert che soffre, oltre ad altre disavventure, la morte del padre, terrori soprannaturali in un castello e le macchinazioni di un brigante italiano.
I misteri di Udolpho contiene tutti gli elementi del romanzo gotico: situazioni di terrore fisico e psicologico, eventi apparentemente soprannaturali, castelli remoti e in rovina, la presenza di un nemico e di un'eroina perseguitata. Presenta numerose descrizioni di paesaggi esotici nei Pirenei e negli Appennini.
Secondo il contratto per il libro, conservato all'Università della Virginia, la Radcliffe venne pagata 500 sterline per il manoscritto.

## Trama
Ambientato nel 1584 nel sud della Francia, il romanzo si incentra sulle vicende di una giovane francese, Emily St. Aubert, figlia unica di una famiglia di possidenti terrieri le cui fortune sono in declino. Emily e il padre sono particolarmente vicini a causa del loro comune interesse per la natura, e ancor di più dopo la morte della madre di Emily. Lei lo accompagna in un viaggio in Guascogna, attraverso i Pirenei fino alla costa mediterranea di Rousillon. Durante il viaggio, essi incontrano Valancourt, un bell'uomo anch'esso attratto, in modo quasi mistico, dal mondo naturale, che si innamora velocemente di Emily, ricambiato.
Il padre di Emily, dopo una lunga malattia, muore e lascia la figlia a vivere con la sorella di lui, Madame Cheron, che non condivide nessuno degli interessi di Emily e le mostra scarso affetto. Madame Cheron sposa Montoni, un mascalzone che si spaccia per un nobile italiano, il quale prova a dare la nipote in moglie per interesse a un amico, e poi, scoperto che il fidanzato non è ricco, porta moglie e nipote a Udolpho, separando Emily dal suo innamorato Valancourt. Montoni minaccia la moglie con violenza per spingerla a passargli le sue proprietà di Tolosa, che altrimenti alla sua morte andrebbero a Emily. Una serie di eventi spaventosi avvengono nel castello, e alla fine Emily acquista il controllo delle sue proprietà e si riunisce a Valancourt.

## Influenza
Citato spesso come il prototipo di romanzo gotico, I misteri di Udolpho ha un ruolo predominante in L'abbazia di Northanger di Jane Austen, in cui una ragazza impressionabile, dopo aver letto il romanzo della Radcliffe, comincia a vedere i suoi amici come delinquenti e vittime, con effetti comici. I misteri di Udolpho viene citato da Henry James in Il giro di vite all'inizio del capitolo IV, da Herman Melville in Billy Budd, e da Fëdor Michajlovič Dostoevskij in I fratelli Karamàzov.

## Edizioni italiane
- I misteri di Udolfo, 4 voll., Livorno, Assunto Barbani, 1816-17.
- I misteri del castello d'Udolfo, 5 voll., Milano, Fratelli Ferrario, s.d.
- I misteri di Udolpho, Introduzione, traduzione e cura di Vittoria Sanna, Roma, Theoria, 1984.
- I misteri di Udolpho, Traduzione di Lidia Conetti, 2 voll., Milano, A. Mondadori, 1998.
- I misteri di Udolpho. A cura di V. Papetti. Rizzoli, Milano 2010.